# Claude Abbes
Claude Abbes (Faugères, 24 de mayo de 1927-París, 11 de abril de 2008) fue un futbolista francés. Su demarcación era la de portero y en esta posición destacó en la Copa del Mundo de 1958 con la selección de fútbol de Francia. Era conocido también porque jugaba con jersey. Al acabar su carrera como futbolista, siguió vinculado al mundo del fútbol como entrenador.

## Clubes
- 1947-1949: Bédarieux
- 1950-1951: Lobastide
- 1951-1952: AS Biterroise
- 1952-1962: AS Saint-Étienne

## Palmarés
- Tercer puesto en la Copa Mundial de Fútbol de 1958 con la selección de fútbol de Francia
- Campeón de la liga francesa en 1957 con el AS Saint-Etienne.
- Ganador de la Copa de Francia en 1962 con el AS Saint-Etienne.
- 9  veces seleccionado con la selección francesa desde 1957 hasta 1958.
- Su primer partido con Francia lo jugó el 27 de octubre de 1957 ante Bélgica (0-0).

## Entrenador

### Carrera
- 1962-1967: Montélimar

- Datos: Q727923
- Multimedia: Claude Abbes / Q727923